# 365日 (Mr.Childrenの曲)
「365日」（さんびゃくろくじゅうごにち）は日本のバンド・Mr.Childrenの楽曲。16thアルバム『SENSE』収録曲。

## 背景とリリース
2006年、Mr.Childrenのボーカル桜井和寿は、山本シュウプロデュースのレッドリボンライブに参加した。このとき桜井は、AIDSの予防やその啓発に対する山本の強い思いを感じ、恋愛においても勢いで性交渉をするのではなく、性感染症の観点から相手を思いやり、待つようなことができたらいい、という内容の話を山本と交わした。事前の感染症検査を含めた、相手に対する思いやりなどの考え（検査というと堅苦しい、という桜井に対し山本は「ラブチェック」という表現を提案し桜井も賛同した）についてミュージシャンとして伝えるにあたり、「ラブチェック」の趣旨に賛同するアーティストらが集まるイベントを、恋人同士が盛り上がるクリスマスなどに開催すれば効果があるのではないかと考えた桜井は、その時機を待っていた。
2009年、Mr.Childrenはドームツアー「Mr.Children DOME TOUR 2009 〜SUPERMARKET FANTASY〜」を開催した。開催に際して同年のクリスマス時期における追加公演の話が持ち上がり、桜井はこれを受けて命の尊さや相手を思いやる気持ちの大切さなどの「ラブチェック」の根底にある思いを込めた曲を伝えたいと思い、「365日」を制作した。楽曲のレコーディングは、ドームツアーのリハーサルを控えた同年9月に行われた。
楽曲は11月28日からのツアー開始に先立ち、NTT東日本・NTT西日本のコマーシャルソングとして起用されることが発表された。コマーシャルもツアー前の11月20日から放映開始され、当時は楽曲がこのCMのための書き下ろしであるとする報道も見られた。ライブ映像は2010年5月10日発売の『Mr.Children DOME TOUR 2009 〜SUPERMARKET FANTASY〜 IN TOKYO DOME』に収録された。この時点ではCD音源化はされておらず、同年12月1日発売の16thアルバム『SENSE』で初めて収録された。
小林武史は、桜井との対談で2009年のドームツアーの時点から「『365日』という新曲が、とても世の中に浸透してくれている」と発言していた。

## 音楽性
本楽曲は、結婚式に関連した人気が高いことで知られている。結婚式のプロフィールムービー作成アプリ「レコフォト for Wedding」の運営企業DigiBookが同アプリ内で使用可能になっていなかった楽曲を対象に集計した2019年上半期の「プロフィールムービーリクエスト楽曲ランキング」では本楽曲が1位を獲得しており、同社は楽曲について「家族や恋人、大切に想う人への深い愛情を綴った歌詞と心に響く歌声が結婚式をさらに感動的に演出し、新郎新婦から高い人気を得ています」と記載している。結婚式のムービー制作を請け負うサービスサイト「エターナルムービー」では「愛する人への想いをロマンチックにつづっていて、豊富なミスチル曲の中でも特にプロフィールムービーに使われることの多い人気なラブソング」と記載している。
本楽曲はシングルカットされていないものの、Mr.Childrenの代表曲のひとつであると言及されている。

## 批評
本楽曲は複数の肯定的な評価を受けている。CDジャーナルによると本楽曲はミディアムバラードであり、「心温まるメロディと小林武史のストリングス・アレンジが見事に合わさった、Mr.Chirdlenの真骨頂ともいえる一曲」（原文ママ）」「歌詞はラブレターのように愛しい人への思いをつづったものになっている」と評価している。
音楽配信サイト「OTOKAKE」は「メロディやサウンド、歌詞が組み合わさって感動的で壮大な雰囲気を作り出すラブソング」と述べ、また「好きな人への想いをストレートに歌った純粋なラブソング」と表現しており、その思い自体は片思いで伝えきれずに溢れているものの、曲の最後にはそうした思いを伝えたいという意思がより明確に表現されているという旨を言及している。。
Utatenライターのヨギイチロウは楽曲の歌詞について「忘れがちな想いを心に留めてくれる歌詞の魅力こそ、この楽曲の人気を支える理由なのかもしれませんね」と述べ、また「日常的な愛を淡々と語るシンプルな歌詞」と表現し、叶わない恋に対し文字や言葉に出さずとも必死かつひたむきに「君」への思いを伝えようとしている、といった旨を言及している。

## チャート成績
2018年5月10日、サブスクリプションでの配信が開始された。
2023年9月に総ストリーム数が5000万回を突破。日本レコード協会よりゴールド認定を獲得した。

## 収録曲
| #  | タイトル  | 作詞・作曲 | 編曲                   | 時間 |
| -- | --------- | ---------- | ---------------------- | ---- |
| 1. | 「365日」 | 桜井和寿   | 小林武史 & Mr.Children | 5:37 |

## 楽曲解説
1. 365日
  - NTT東日本・NTT西日本CMソング[17]。
  - 2009年からCMソングとしてオンエアされ、ライブでもドームツアー『Mr.Children DOME TOUR 2009 SUPERMARKET FANTASY』で初披露されていたが、本作に収録されるまでCD音源化されていなかった。
  - 2017年にはNTTドコモ「NTT docomo group × Mr.Children 25th Anniversary コラボキャンペーン」ブランドCMソングにも起用された[18]。
  - シングルとしてリリースされていないのにもかかわらず、Mr.Childrenが2010年代に入ってから人気のある代表曲の一つとして挙げられ、結婚式でもよく用いられている。
  - 後にベスト・アルバム『Mr.Children 2005-2010 <macro>』『Mr.Children 2003-2015 Thanksgiving 25』にも収録された。
  - 2014年に開催されたファンクラブ限定ツアー『Mr.Children FATHER & MOTHER 21周年ファンクラブツアー』の直前に行われた「会員が最もライブで聴きたい曲」アンケートでは29位に選ばれた[19]。

## 参加ミュージシャン
- Mr.Children
  - 桜井和寿：Vocal, Guitar
  - 田原健一：Guitar
  - 中川敬輔：Bass
  - 鈴木英哉：Drums
- 小林武史：Keyboards
- 安達練：Computer Programing
- 四家卯大ストリングス：Strings
  - 四家卯大
  - 沖祥子

## テレビ出演
発売当時はテレビ出演は行われなかったが、ベスト・アルバム『Mr.Children 2005-2010 <macro>』の発売のタイミングで披露された。
| 番組名                                       | 日付           | 放送局     | 演奏曲                                               |
| -------------------------------------------- | -------------- | ---------- | ---------------------------------------------------- |
| ミュージックステーション                     | 2012年5月4日   | テレビ朝日 | Worlds end 365日                                     |
| 僕らの音楽                                   | 2012年5月4日   | フジテレビ | ニシエヒガシエ End of the day 365日                  |
| クリスマスの約束2013                         | 2013年12月25日 | TBS        | 365日 その日が来るまで パノラマの街 クリスマス・イブ |
| ミュージックステーション スーパーライブ 2014 | 2014年12月26日 | テレビ朝日 | 365日 足音 〜Be Strong                               |

## ライブ映像作品
365日
| 作品名                                                       |
| ------------------------------------------------------------ |
| Mr.Children DOME TOUR 2009 SUPERMARKET FANTASY IN TOKYO DOME |
| Mr.Children Tour 2011 SENSE                                  |
| Mr.Children STADIUM TOUR 2011 SENSE -in the field-           |
| MR.CHILDREN TOUR POPSAURUS 2012                              |
| Mr.Children DOME & STADIUM TOUR 2017 Thanksgiving 25         |
| miss you LIVE                                                |

## 収録アルバム
- 『SENSE』[24]
- 『Mr.Children 2005-2010 ＜macro＞』[25]
- 『Mr.Children 2003-2015 Thanksgiving 25』[26]
- 『Mr.Children 2015-2021 & NOW』(Liveバージョン)

## カバー
- 365日
  - 浦井健治（俳優）（2023年、アルバム『VARIOUS』[27]）